# Бірґіт Нільссон

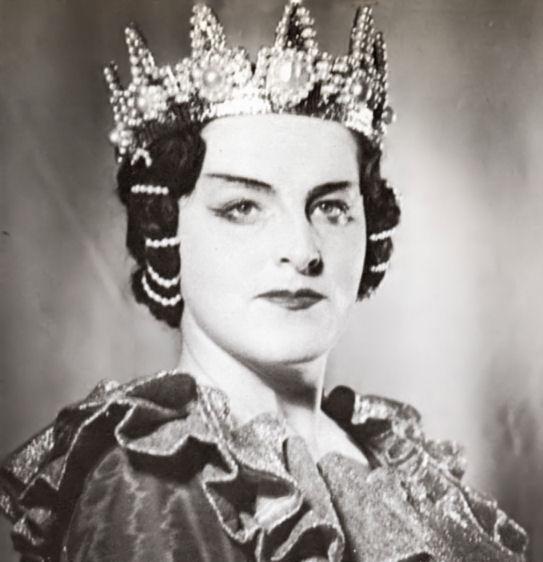
Біріґт Нільссон в ролі Леді Макбет, 1947

Марта Бі́рґіт Ні́льссон (швед. Märta Birgit Nilsson; 17 травня 1918, Вестра-Каруп — 25 грудня 2005, Бьйярльов, поблизу м. Крістіанстад) — шведська оперна співачка (драматичне сопрано). Уславилась насамперед у вагнерівських партіях.

## Біографія і творчість
Народилась у селянській родині, з дитинства співала в церковному хорі. У 1941–46 рр. навчалась у Королівській музичній академії в Стокгольмі. 1946 року дебютувала в Королівській опері в Стокгольмі в партії Агати в опері Вебера «Вільний стрілець». 1948 року виступила в Німеччині та Італії. Проте основним її майданчиком до 1951 року залишався Стокгольм, де вона виконувала вже вельми різноманітні для молодої співачки партії: Донна Анна (в «Дон Жуані» Моцарта), Леді Макбет і Аїда (Верді), Ліза (в «Виновій кралі» Чайковського), Тоска (Пуччіні), Сента і Зіглінда (в «Летючому голландці» та «Валькірії» Вагнера). 1951 року мала успіх на Глайндборнському фестивалі в партії Електри в «Ідоменеї» Моцарта.
Невдовзі співачка впритул звернулася до вагнерівських ролей. 1953 року вона виконала в Стокгольмі партії Єлизавети в «Тангейзері» та Ізольди в «Трістані та Ізольді», а в 1954–55 рр. з величезним успіхом виступала в ролі Брунгільди в «Кільце Нібелунга» в Мюнхені. Від 1954 року виступала в Віденській державній опері, в 1954–67 рр. брала участь у Байрейтському фестивалі.
Утім, у її репертуарі були не тільки вагнерівські партії. З не меншим успіхом вона виступала в операх Ріхарда Штрауса (Саломея та Електра в однойменних операх, Дружина фарбувальника в «Жінці без тіні») та Джузеппе Верді (Аїда в однойменній опері, Леді Макбет в «Макбеті» тощо). До її найбільших досягнень належить провідна партія в опері Пуччіні «Турандот», яку вона вперше заспівала 1958 року на відкритті сезону в Ла Скала й далі виконувана з незмінним тріумфом по всьому світу й записана багато разів з різними партнерами та диригентами.
Бірґіт Нільссон виступала у США (з 1956 р.), Лондоні (з 1957 р.), Москві (1964 р.), Осаці (1967 р.), Парижі (1968 р.), Буенос-Айресі (1971 р, 1979 р.) і т. д.
Співачка виступала не тільки в опері, але й (рідше) в концертах, де виконувала зокрема пісні та романси (шведською мовою) Яна Сібеліуса і Вільгельма Стенгаммара. 1978 року здійснила велике концертне турне, здебільшого, з пісенною програмою. Завершила публічні виступи 1984 р. Після чого вернулась до рідної провінції на Півдні Швеції, де прожила ще 20 років, займалась переважно родиною (її єдиний щасливий шлюб тривав 57 років) і справами місцевої громади, зокрема організовуючи концерти відомих шведських оперних співаків у своєму рідному місті.

## Визнання
1954 року Нільссон стала придворною співачкою, 1960-го — членкинею Шведської музичної академії, того ж року нагороджена  «Медаллю Літератури і Мистецтв». 1966 року отримала премію Леоні Соннінг, 1970 року стала почесною членкинею Королівської академії музики (Лондон). 1974 року вона стала командором I-го класу ордена Вази, 1975 року — командором норвезького ордену Святого Олафа. 1981 року Нільссон стала першою жінкою, що отримала від шведського уряду медаль «Illis quorum meruere labores». 1992 р. стала почесним доктором Академії імені Сібеліуса (Гельсінкі).
Одною з найвизначніших співачок епохи Нільссон стала завдяки красі і силі голосу, чистоті інтонації, драматизму виконання й видатній акторській грі.

## Стипендія імені співачки
Стипендія Біргіт Нільссон присуджується стипендіальним фондом Бірґіт Нільссон, створеним у грудні 1969 року. Стипендія була заснована в пам'ять про Рагнара Бленнова, викладача співу Біргіт Нільссон. Початковий капітал фонду становив 15 000 шведських крон — кошти від виступу в опері Тоска на оперній сцені Мальме 12 грудня 1969 року. Стипендія надається молодим, перспективним співакам, які працюють у дусі Бірґіт Нільссон. Метою стипендіального фонду є сприяння подальшій музичній освіті талановитих співаків.

## Премія імені співачки
2009 року Фонд Бірґіт Нільссон започаткував премію її імені — найбільшу в царині класичної музики (див.:  [Архівовано 21 березня 2011 у Wayback Machine.]). Її першим лауреатом став Пласідо Домінго, другим — Рікардо Муті.

## Почесті
6 квітня 2011 року Банк Швеції сповістив про плани випуску в 2014–2015 році нової серії грошових знаків. На аверсі купюри номіналом 500 шведських крон розміщуватиметься портрет Бірґіт Нільссон.

## Виноски
1. ↑  Encyclopædia Britannica
2. 1 2  Västra Karups kyrkoarkiv, Födelse- och dopböcker, SE/LLA/13475/C I/11 (1895-1922), bildid: 00131573_00211 — С. 207.
3. ↑  Västra Karups kyrkoarkiv, Församlingsböcker, SE/LLA/13475/A II/7 (1909-1928), bildid: 00131550_00129 — С. 1030.
4. 1 2  Märta Birgit Nilsson 1918-05-17 — 2005-12-25 Operasångare
5. ↑  http://www.nytimes.com/2006/01/12/arts/music/12nilsson.html
6. ↑  Bibliothèque nationale de France BNF: платформа відкритих даних — 2011.
7. ↑  Archivio Storico Ricordi — 1808.
8. ↑  Västra Karups kyrkogård: Birgit Nilsson — kulturgravar.se.
9. ↑  LIBRIS — Королівська бібліотека Швеції, 2012.
10. ↑  Birgit Nilsson stipendiekonsert 2019 [Архівовано 10 серпня 2020 у Wayback Machine.], Malmö Opera. Läst 18 maj 2019.
11. ↑  Birgit Nilsson-stipendiet [Архівовано 8 грудня 2015 у Wayback Machine.], birgitnilsson.com.
12. ↑  Sweden's new banknotes and coins [Архівовано 27 вересня 2011 у Wayback Machine.]: повідомлення на офіційному сайті Банку Швеції.(англ.) (Перевірено 3 серпня 2011)
13. ↑  Новые лица шведских крон [Архівовано 30 травня 2011 у Wayback Machine.] // Бонистика. Энциклопедия банкнот мира. — 6 апреля 2011.(Перевірено 3 серпня 2011)